# Giuseppe Paderi Concas
Giuseppe Paderi Concas (Villaputzu, 22 dicembre 1826 – Tortolì, 30 ottobre 1906) è stato un vescovo cattolico italiano.

## Biografia

### Ministero sacerdotale

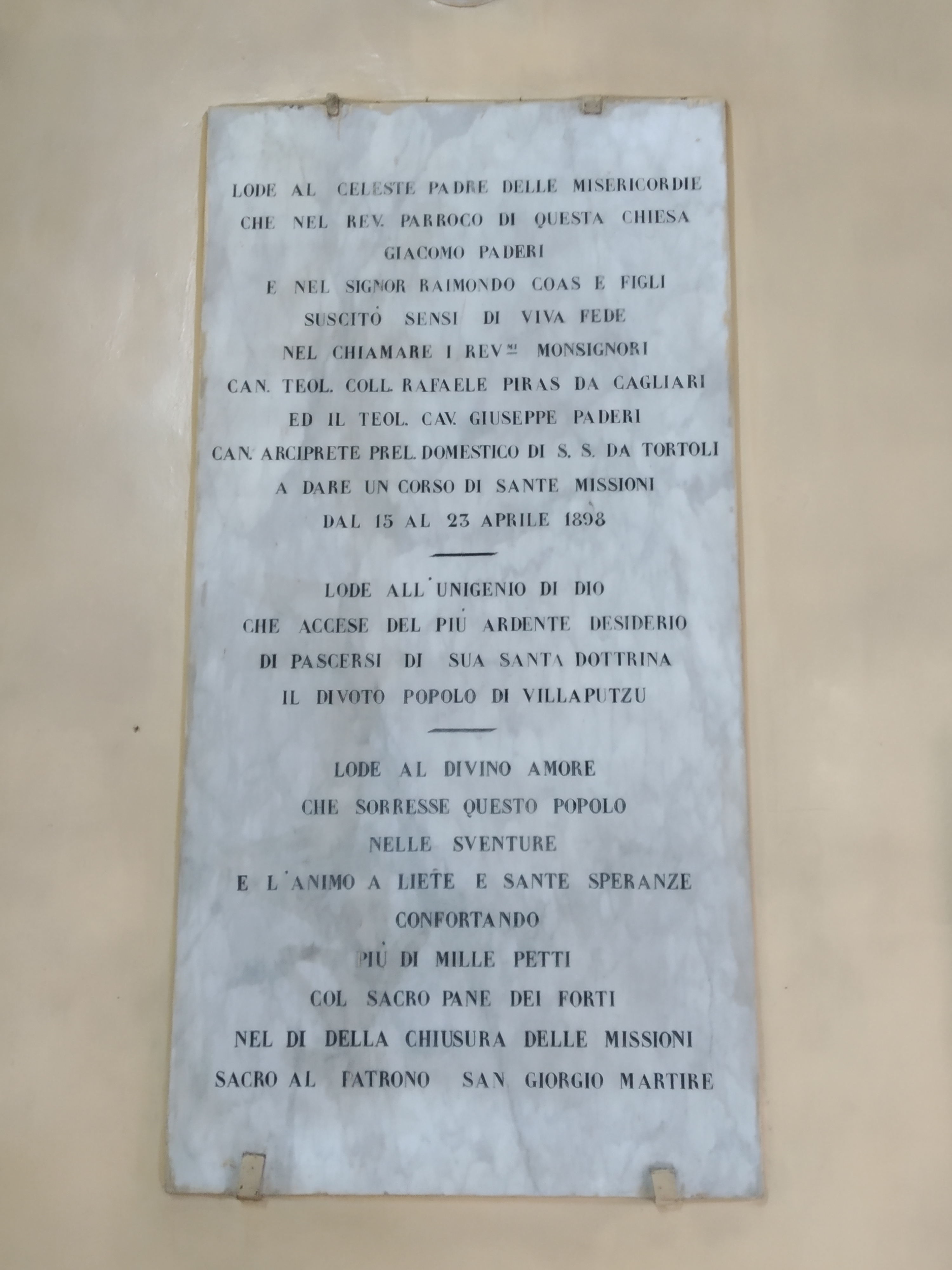
Ricordo delle Sante missioni a Villaputzu, predicate da don Paderi

Entrò nel seminario di Cagliari e cominciò gli studi di teologia all'Università di Cagliari: conseguì il baccellierato nel 1847, la licenza nel 1849 e la laurea nel 1850 con la tesi dal titolo De consensu ad contrahendum requisito. Venne ordinato sacerdote il 15 marzo 1851 e insegnò dogmatica e morale. Fu poi parroco di Villaputzu, suo luogo natale, canonico penitenziere, prelato domestico di Sua Santità e rettore del seminario diocesano. Nel 1898 predicò assieme a mons. Raffaele Piras da Cagliari le sante missioni a Villaputzu.
Alla morte del vescovo Salvatore Depau Puddu venne eletto vicario capitolare e amministrò la diocesi dal 16 dicembre 1899 al 5 agosto 1900.

### Ministero episcopale

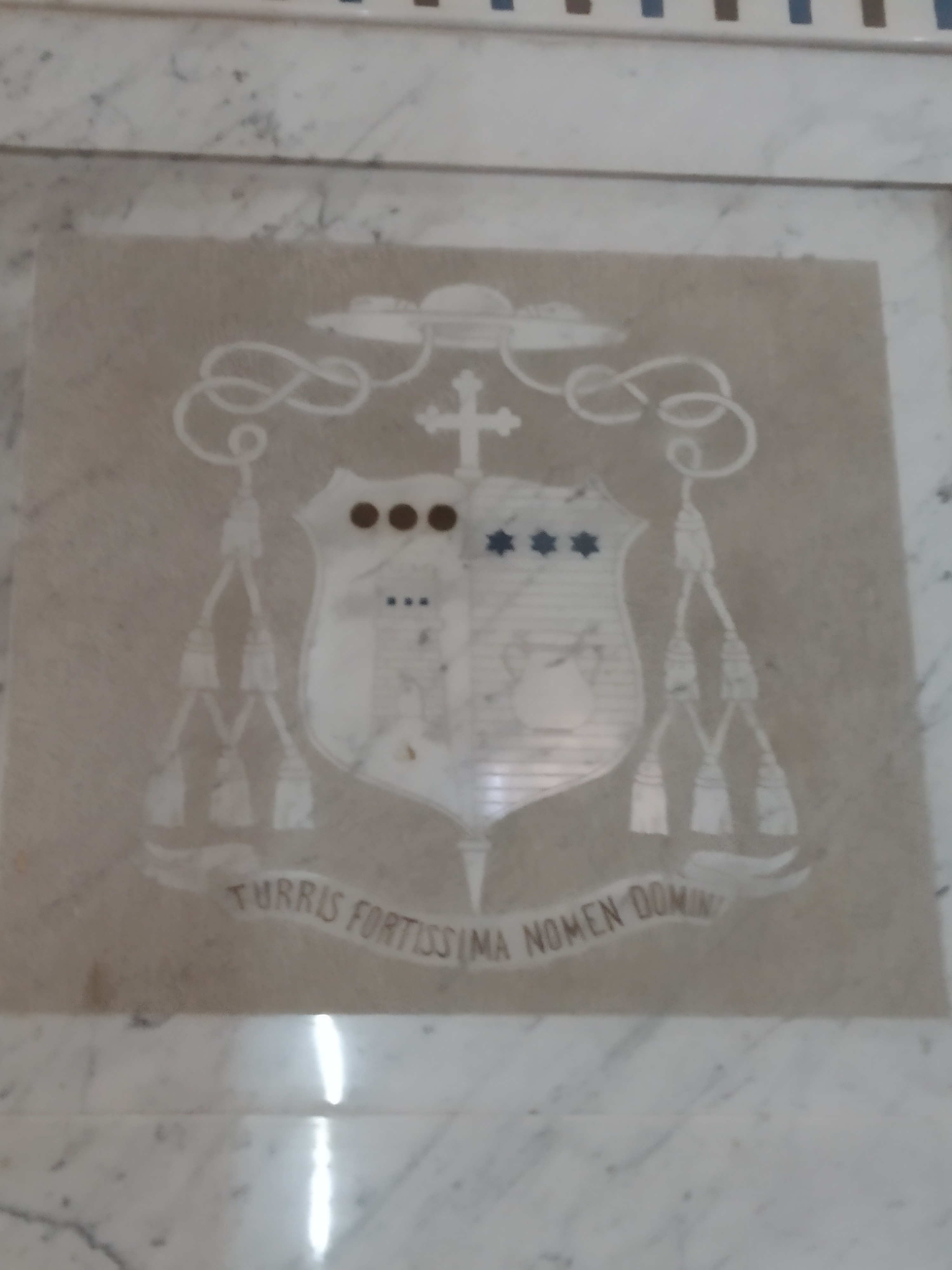
Stemma di mons. Paderi inciso nel pulpito della chiesa di san Giorgio martire in Villaputzu

Fu consacrato vescovo da mons. Paolo Giuseppe Maria Serci Serra, arcivescovo di Cagliari, il 29 luglio 1900, co-consacranti mons. Raimondo Ingheo-Ledda, vescovo di Iglesias, e mons. Palmerio Garau Onida, vescovo di Ales e Terralba; è il secondo vescovo ogliastrino dalla fondazione della diocesi. Nel 1903 co-consacrò mons. Luca Canepa, eletto vescovo di Galtellì-Nuoro. 
Nel 1904 dedicò la chiesa parrocchiale di Villaputzu, prima dedicata a santa Caterina d'Alessandria, al patrono del paese san Giorgio martire, dopo che l'antica chiesa a lui dedicata risultò inagibile e divenne rudere nei primi anni del secolo. Nel 1905 volle la sistemazione di due altari nei transetti della cattedrale di Sant'Andrea a Tortolì, al tempo sede episcopale della diocesi, dedicati l'uno a san Giuseppe e l'altro al Sacro Cuore.
Morì il 30 ottobre 1906 a Tortolì e fu sepolto nella cripta della cattedrale di Sant'Andrea.

## Genealogia episcopale
La genealogia episcopale è:
- Vescovo William Coppinger
- Vescovo John Murphy
- Arcivescovo Patrick Joseph Carew
- Arcivescovo Giovanni Antonio Balma, O.M.V.
- Arcivescovo Paolo Giuseppe Maria Serci Serra
- Vescovo Giuseppe Paderi Concas